# Casa Vila Picó
La Casa Vila Picó és un edifici del municipi de Mataró (Maresme) que forma part de l'Inventari del Patrimoni Arquitectònic de Catalunya.

## Descripció

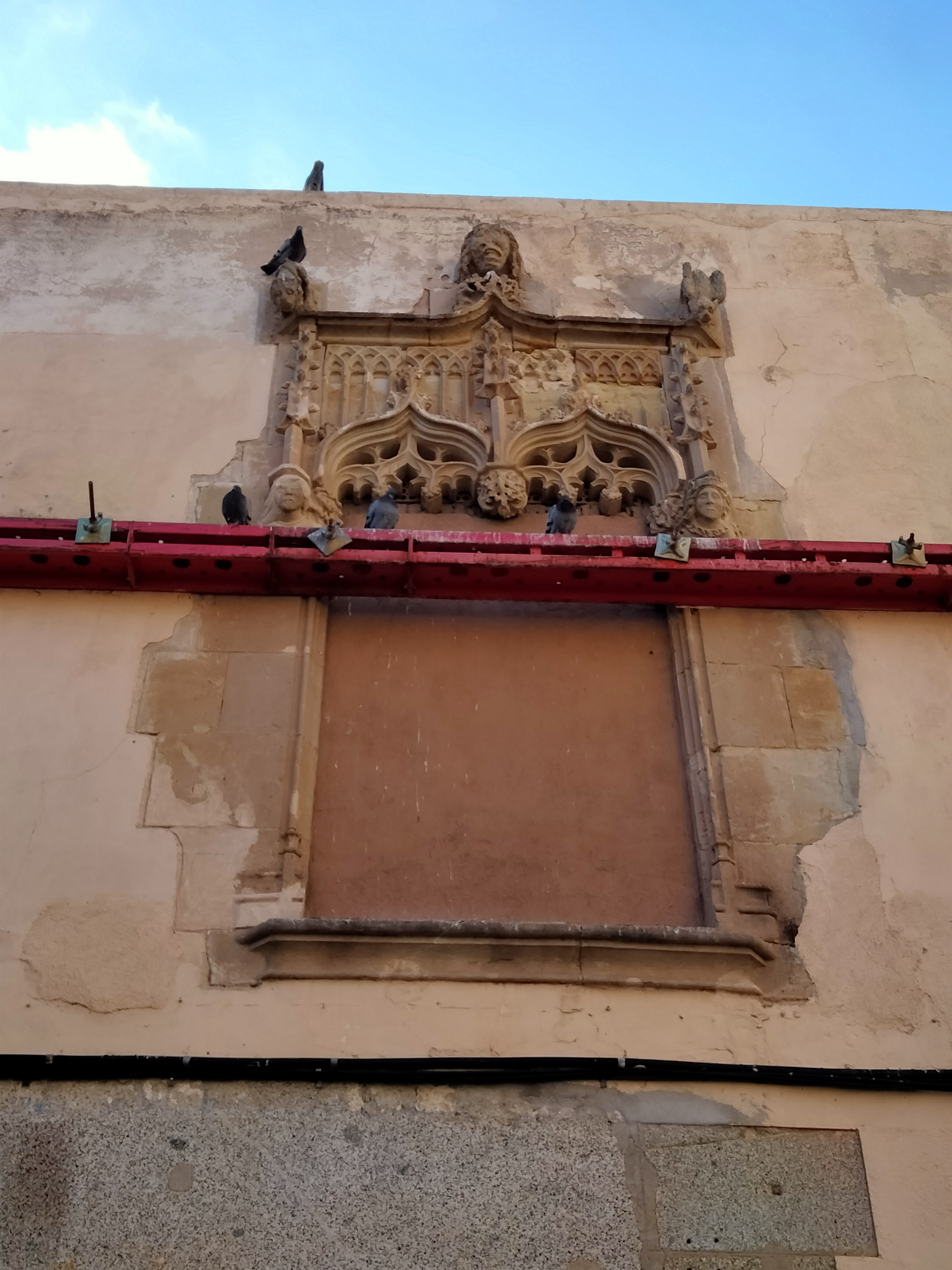
Finestral gòtic de la façana

És un edifici civil, una antiga casa del segle xvi que ocupa una cantonada entre dos carrers. Consta d'una planta baixa i un pis que pertanyen a la construcció inicial, i un segon pis i un terrat afegits al segle xix. Les obertures de la planta baixa han estat adaptades a necessitats posteriors. Cal destacar l'angle de l'edifici realitzat amb carreus de pedra, però el conjunt sobresurt especialment pel finestral gòtic geminat, al que li falta la columneta, amb la llinda molt treballada amb arcs conopials lobulats i petits rostres esculpits.